# Hans-Henrik Ørsted
Hans-Henrik Ørsted (Grenaa, 13 de diciembre de 1954) es un deportista danés que compitió en ciclismo en las modalidades de pista, especialista en la prueba de persecución individual, y ruta.
Participó en los Juegos Olímpicos de Moscú 1980, obteniendo la medalla de bronce en la prueba de persecución individual. Ganó ocho medallas en el Campeonato Mundial de Ciclismo en Pista entre los años 1980 y 1987.

## Medallero internacional
| Juegos Olímpicos   | Juegos Olímpicos                  | Juegos Olímpicos  | Juegos Olímpicos           |
| Año                | Lugar                             | Medalla           | Competición                |
| ------------------ | --------------------------------- | ----------------- | -------------------------- |
| 1980               | Moscú (URSS)                      | Medalla de bronce | Persecución individual     |
| Campeonato Mundial |                                   |                   |                            |
| Año                | Lugar                             | Medalla           | Competición                |
| 1980               | Besanzón (Francia)                | Medalla de bronce | Persecución individual (P) |
| 1981               | Brno (Checoslovaquia)             | Medalla de plata  | Persecución individual (P) |
| 1982               | Leicester (Reino Unido)           | Medalla de plata  | Persecución individual (P) |
| 1983               | Zúrich (Suiza)                    | Medalla de bronce | Persecución individual (P) |
| 1984               | Barcelona (España)                | Medalla de oro    | Persecución individual (P) |
| 1985               | Bassano (Italia)                  | Medalla de oro    | Persecución individual (P) |
| 1986               | Colorado Springs (Estados Unidos) | Medalla de plata  | Persecución individual (P) |
| 1987               | Viena (Austria)                   | Medalla de oro    | Persecución individual (P) |

## Palmarés en ruta
1978
- Campeonato de Dinamarca Contrarreloj

1980
- Campeonato de Dinamarca Contrarreloj

1985
- Trofeo Baracchi (con Francesco Moser)

1986
- 2 etapas de la Vuelta a Dinamarca

## Palmarés en pista
- 1977

 Campeón de Dinamarca de persecución
- 1978

 Campeón de Dinamarca de persecución
 Campeón de Dinamarca por puntos
- 1980

 Bronce en Juegos Olímpicos de Moscú 1980 en la modalidad de persecución.
 Campeón del mundo de persecución en Besançon
- 1981

1º en el Seis días de Dortmund (con Gert Frank)
Campeón de Europa de Madison (con Gert Frank)
 Plata en Campeón del mundo de persecución en Brno en la modalidad de persecución
1º en el Seis días de Herning (con Gert Frank)
- 1982

 Plata en Campeón del mundo de persecución en Leicester en la modalidad de persecución
1º en Nienburg
- 1983

Campeón de Europa de Madison (con Gert Frank)
1º en el Seis días de Herning (con Gert Frank)
1º en Odense
 Bronce en Campeón del mundo de persecución en Zúrich en la modalidad de persecución
- 1984

1º en el Seis días de Gante (con Gert Frank)
1º en el Seis días de Múnich (con Gert Frank)
 Oro en Campeón del mundo de persecución en Barcelona en la modalidad de persecución
- 1985

1º en el Seis días de Berlín (con Danny Clark]])
1º en el Seis días de Copenhague (con Gert Frank)
 Oro en Campeón del mundo de persecución en Bassano del Grappa en la modalidad de persecución
- 1986

 Plata en Campeón del mundo de persecución en Colorado Springs en la modalidad de persecución
- 1987

 Oro en Campeón del mundo de persecución en Viena en la modalidad de persecución
- 1988

1º en el Seis días de Copenhague (con Roman Hermann)